# Onthophagus igualensis
Onthophagus igualensis là một loài bọ cánh cứng trong họ Bọ hung (Scarabaeidae).